# Luis de la Palma

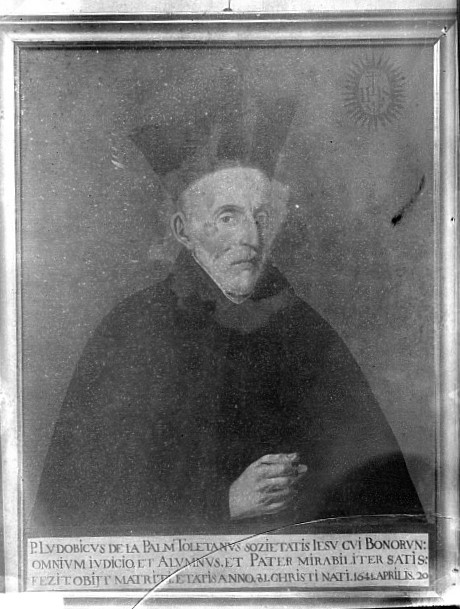
Retrato del jesuita Luis de la Palma, según una pintura anónima de la colección Borbón Lorenzana. Ayuntamiento de Toledo. Fotografía de Casiano Alguacil.

Luis de la Palma (Toledo, 1559/60-Madrid, 20 de abril de 1641) fue un jesuita y escritor ascético español.

## Biografía
De familia acomodada, él mismo escribió la biografía de su padre, Gonzalo de la Palma, protector de la Compañía a la que había ayudado a adquirir los terrenos en que se asentaría la casa profesa de Toledo. Estudió artes en Alcalá donde entró en el noviciado en 1575 y fue enviado para cursarlo al noviciado de Navalcarnero. Completó en el colegio alcalaíno los estudios de Filosofía y Teología y, destinado al colegio de Murcia, impartió en él un curso de Artes y Teología, pero problemas de salud le impidieron continuar los estudios y dedicación a las letras y, por el contrario, según el padre Aguado, que fue su secretario, se le «descubrió el talento que avía de tener en el govierno y assí le hizieron Retor del Colegio de Talavera». Previamente, en 1590, había sido llamado a Madrid como predicador. En 1592, con el nombramiento como rector del colegio de Talavera, inició una etapa de más de treinta años de gobierno en la provincia jesuítica de Toledo en los que ocupó los cargos de maestro de novicios en la casa de probación de Villarejo de Fuentes y en la casa del Noviciado de Madrid, rector en diversas etapas de los colegios de Alcalá, Murcia e Imperial de Madrid, en el que pasó —casi ciego— los últimos años siete años de su vida, provincial de Toledo en dos trienios, de 1614 a 1617 y de 1624 a 1627, y superior de la casa profesa de Madrid de 1627 a 1629.
Hizo la profesión de cuatro votos en Toledo el 2 de febrero de 1595. Siendo provincial de esta provincia, en 1615 viajó a Roma a la muerte de Claudio Acquaviva para participar en la séptima congregación de la Compañía reunida para la elección de su sucesor en el generalato, de la que salió electo Mucio Vitelleschi, que le tuvo aprecio y confió misiones delicadas, entre ellas la referida a la censura del Tratado del gobierno de la Compañía de Jesús del padre Juan de Mariana, cuya publicación impidió por medio de la Inquisición.
Tuvo trato estrecho con el padre Pedro de Ribadeneyra, recogiendo algunos de sus papeles a su muerte, y como predicador tuvo acceso a muchos miembros de la corte de los que fue confesor, especialmente durante los reinados de Felipe II y Felipe IV, aunque, poco amigo de los jesuitas palaciegos y opuesto al llamado aulicismo, rehusó el cargo de confesor del conde-duque de Olivares, escusándose en su mucha edad y poca salud.

## Obra
De su abundante producción escrita destacan dos obras: el Camino espiritual de la manera que lo enseña el bienaventurado padre san Ignacio en su libro de los Exercicios (Alcalá de Henares por Juan de Orduña, 1626), exposición sobre los Ejercicios espirituales de Ignacio de Loyola, de la que se publicó en la Oficina Plantiniana de Jan Moretus una traducción latina (Amberes, 1634), y la Historia de la Sagrada Pasión: sacada de los cuatro evangelios (Alcalá de Henares, por Juan de Orduña, 1624), correspondiente a la tercera semana de los ejercicios pero presentada como pieza separada al modo de una historia evangélica concordada, obra varias veces reeditada. Dejó además, según Aguado, la traducción del Médico Christiano y «el exercicio de la muerte, fuera de otros muchos trabajos que dexa escritos de su mano, que todos están llenos de gran entendimiento», fruto de su constante meditación y afición a la celda.